# Johnny English Reborn
 Der er for få eller ingen kildehenvisninger i denne artikel, hvilket er et problem. Du kan hjælpe ved at angive troværdige kilder til de påstande, som fremføres i artiklen.

Johnny English Reborn eller Johnny English - født på ny er en engelsk action- og komediefilm fra 2011 med Rowan Atkinson i hovedrollen som den klodsede agent Johnny English. I filmen er han gået i eksil i Tibet efter en fejlslået mission i Mozambique, hvor præsidentkandidaten blev dræbt af en hemmelig gruppe, Vortex. Den vil nu forsøge at dræbe den kinesiske præsident. Vortex består af tre personer: de to var Titus Fisher fra CIA og Karlenko fra KGB. Den tredje mand er Simon Ambrose fra MI7. Men Johnny English bliver beskyldt for at være den tredje mand, men han redder den kinesiske præsident og dræber Simon Ambrose. Filmen blev lavet som 2'er til succesen Johnny English og som parodi på James Bond-filmene.
Filmen blev skrevet af William Davies, men det specifikke manuskript er af Hamish McColl, som også arbejdede sammen med Rowan Atkinson i Mr. Beans Ferie. Personerne blev skabt af James Bond-forfatterne Neal Pervisog Robert Wade, og filmen blev instrueret af Oliver Parker. Filmen skulle være filmet i 2003, men Rowan Atkinson lavede Mr. Beans Ferie i stedet.
Filmning blev styret af Danny Cohen fra BSC med Guy Bensley som klipper. Danny Cohen og hans folk klarede også visuelle effekter og klipning.

## Plot
I et mørkt rum sidder to hemmelige agenter: agent 1 (Roger Barclay) og agent 2 (Eric Carte), som snakker om den tidligere MI7-agent Johnny English (Rowan Atkinson), som blev frataget sin adling efter en mislykket mission i Mozambique. Det medførte, at Mozambiques nyindsatte præsident Chambal (Wale Ojo) blev skudt. Johnny English er forflyttet til Tibet og skal lære kampsport hos tibetaneren Ting Wang (Togo Igawa). Her lærer han fx at blive slået i skridet, uden at det gør ondt, men det varer kun, til han bliver sat på et fly til London for at blive genindsat.
I England mødes English med "pegasus" Pamela (Gillian Anderson) og psykologen og hypnotisøren Kate Sumner (Rosamund Pike). Pamela har mistanke om et plot om at dræbe den kinesiske præsident Xian Ping (Lobo Chan), mens han mødes med den britiske statsminister (Stephen Campbell Moore). Efter dette møde finder han ned til opfinderen a la Q, Patch Quartermain (Tim McInnerny), som har lavet ham en ny bil. Her mødes English også med agenterne Simon Ambrose (Dominic West) og Colin Tucker (Daniel Kaluuya). Denne skal være hans assistent.
English og Tucker rejser nu til Hong Kong, hvor de finder adressen på den tidligere CIA-agent Titus Fisher (Richard Schiff). Han fortæller om gruppen Vortex, som han selv er medlem af, og som saboterede English' mission i Mozambique. Han giver English en lille metaldims, som sammen med to andre danner en nøgle. Han kan ikke nå at sige mere, før han bliver skudt af en snigmorder forklædt som rengøringsdame (Pik-Sen Lim). En anden lejemorder (Siu Hun Li), der udmærker sig i parkour, når at tage metaldimsen fra  English, og nu jagter English ham med Tucker i hælene. Her bruger han sin viden fra Tibet til at fange ham og få fat i metaldimsen.
På vej hjem til London bliver metaldimsen stjålet af en falsk stewardesse. Det fører til, at Johnny English kommer uden metaldimsen til Pamela og Udenrigs- og Statsamfundskontoret. Her angriber English også Pamelas mor (Janet Whiteside), da han fejlagtigt tror at hun er den falske rengøringsdame. Efter dette møde får Kate Sumner Johnny English hypnotiseret, så han kan huske, hvad skete i Mozambique. Han husker den tidligere KGB-agent Karlenko (Mark Ivanir), som han så stå sammen med Titus Fisher og en anden mand i Mozambique.
Johnny English får arrangeret en golfkamp mellem sig og Karlenko, men her bliver Karlenko såret af den falske rengøringsdame. English og Tucker får slæbt Karlenko ombord på den helikopter, som de ankom i. Karlenko dør, men når at fortælle, at Vortex består af tre: en fra CIA, en fra KGB og en fra MI7. Det vil sige, at English har en forræder tæt på. English får endnu en metaldims af Karlenko. Sammen med de andre beslutter English, at han får 24 timer til at finde de to sidste metaldimser og den tredje mand i Vortex. Det sidste fortæller han dog ikke til nogen.
Bagefter tager Johnny English og Simon Ambrose ud til middag, hvor English fortæller, at den tredje mand i Vortex er fra MI7, men han ved ikke, at det er Ambrose, der er den tredje mand i Vortex. English går nu på toilettet, og mens han er der, kommer Colin Tucker ud med Ambrose, da Tucker har gennemskuet ham. Men English benægter tanken om, at Ambrose er den tredje mand og fyrer Tucker. English og Ambrose spiser middagen færdig og til slut giver English Ambrose den anden lille metaldims samtidig med, at Ambrose fortæller English, at det er opfinderen Patch Quartermain, der er den tredje mand i Vortex.